# Ауербах (Рудні Гори)
Ауербах (нім. Auerbach) — громада в Німеччині, розташована в землі Саксонія. Входить до складу району Рудні Гори. Складова частина об'єднання громад Буркгардтсдорф.
Площа — 8,26 км2. Населення становить 2432 ос. (станом на 31 грудня 2020).

## Галерея

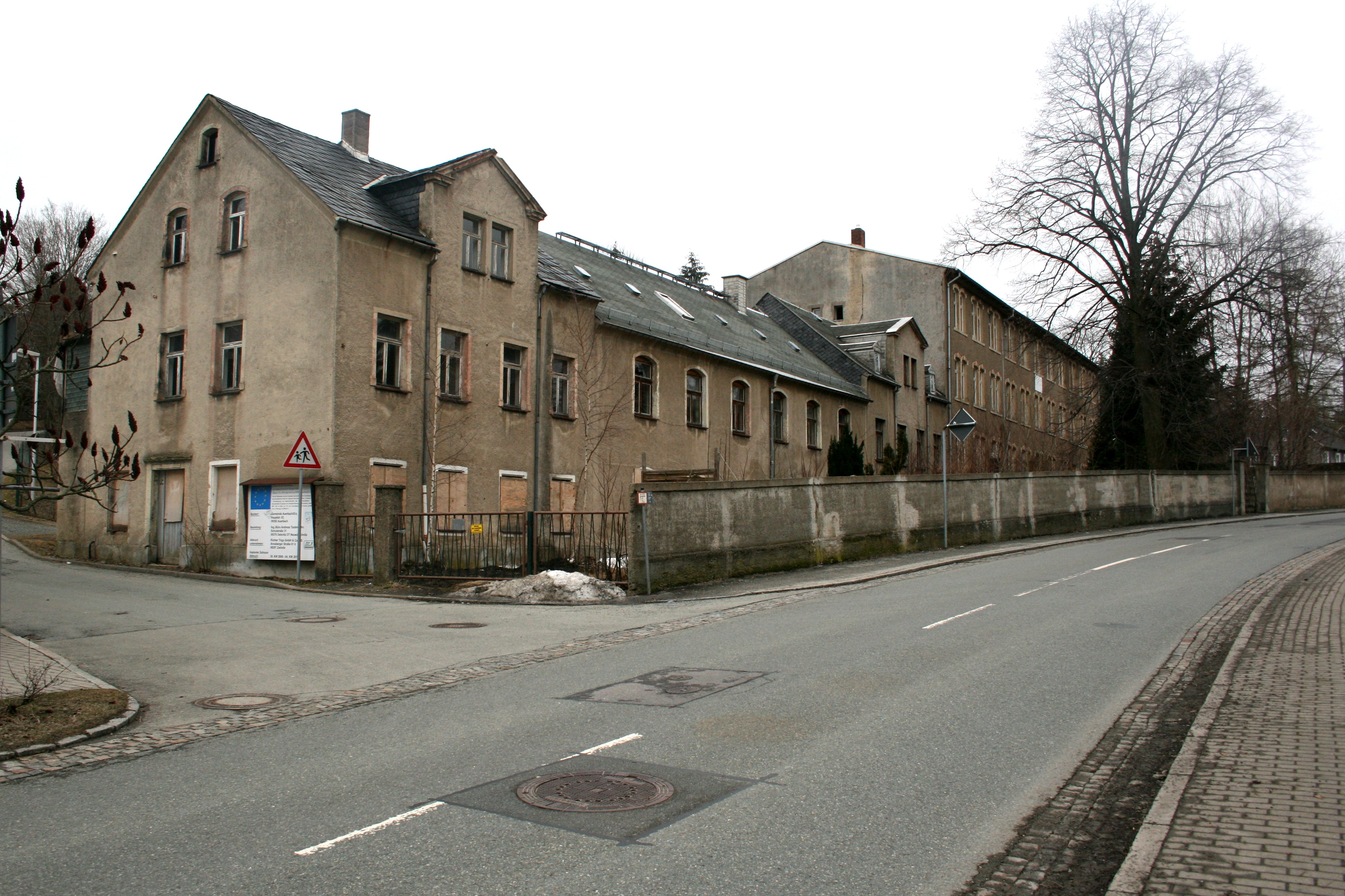
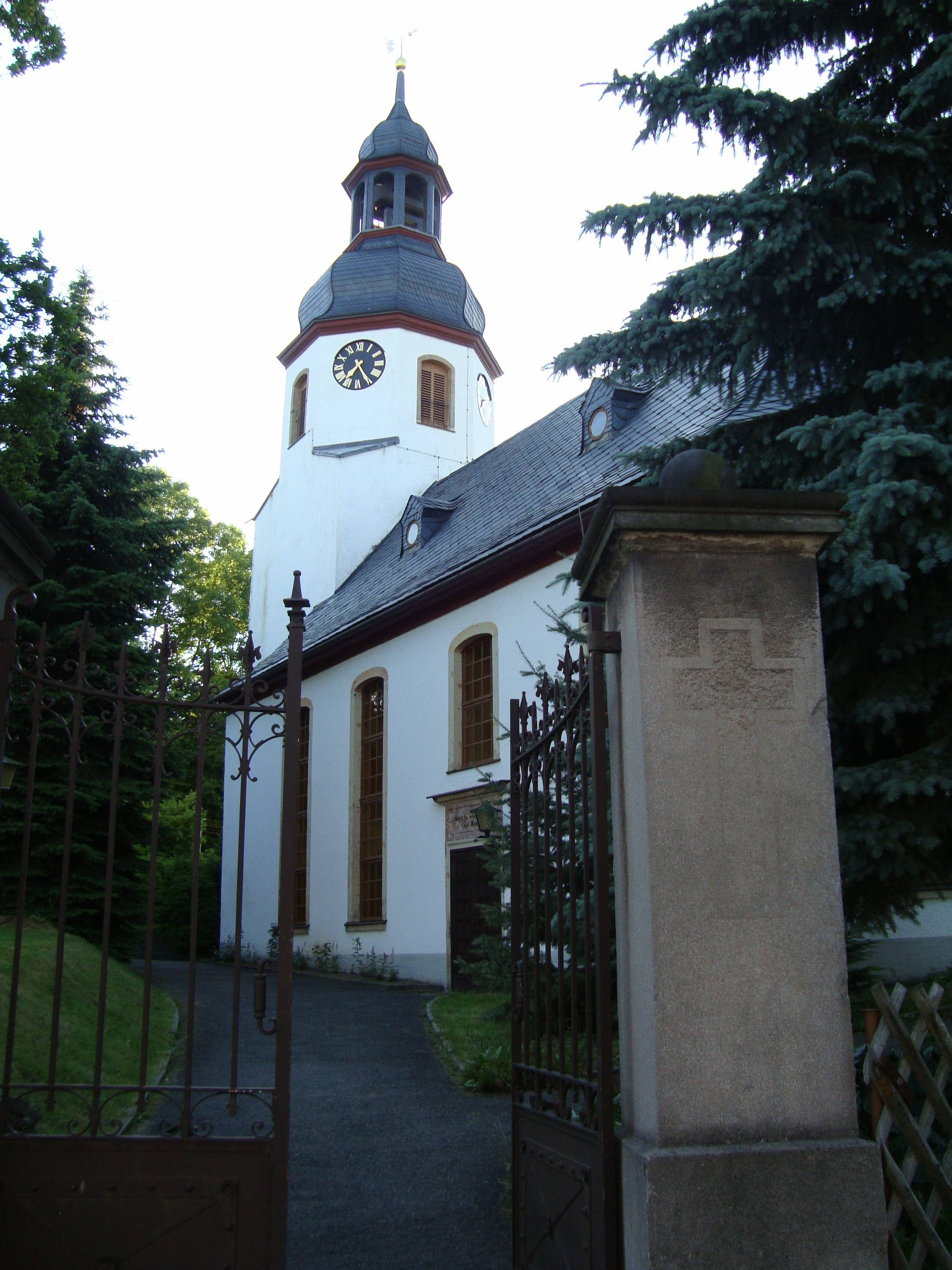
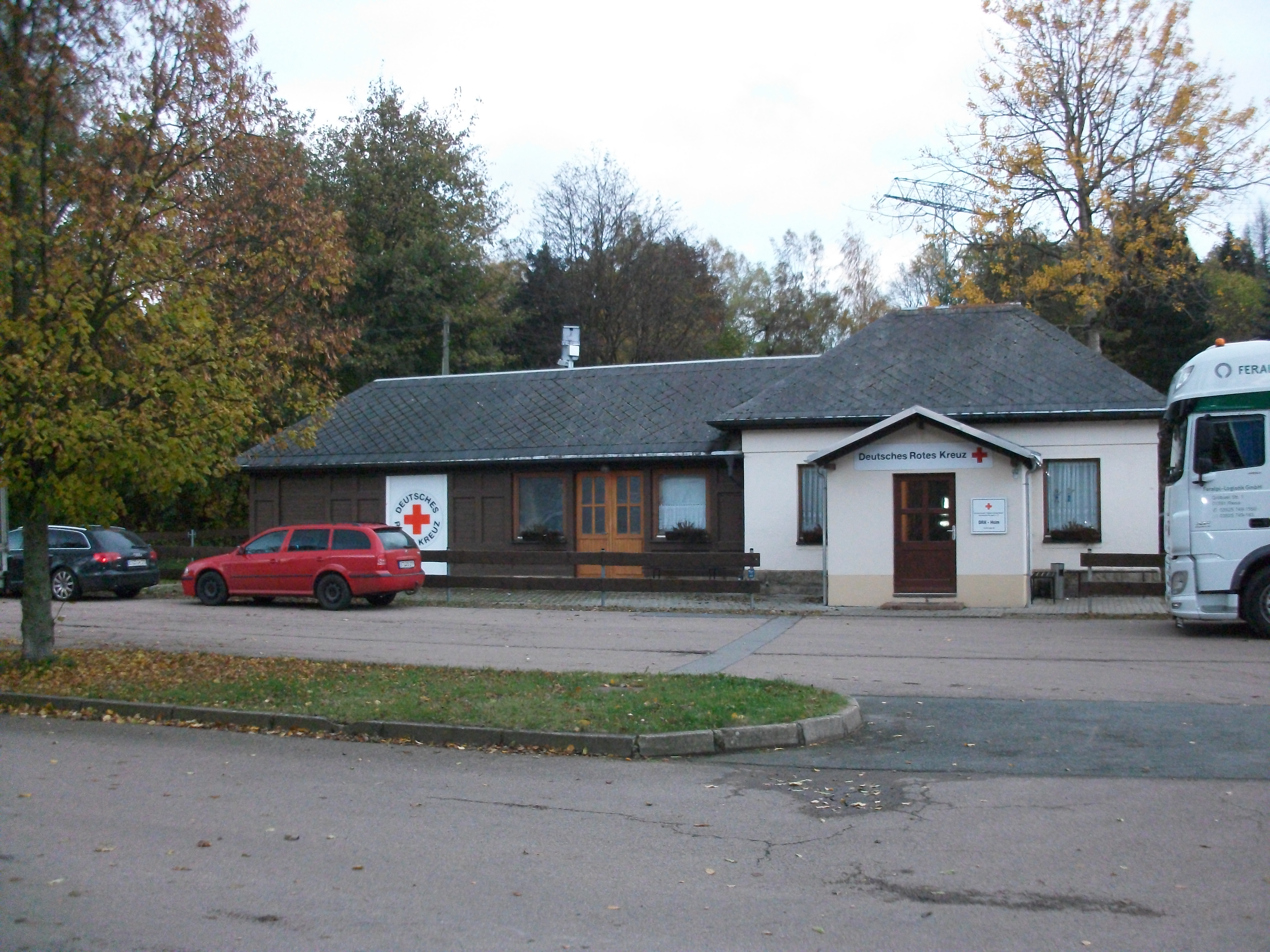